# Max Niemeyer Verlag
Max Niemeyer Verlag är ett tyskt bokförlag, grundat i Halle 1870.
Max Niemeyer Verlag utgav tidigare främst språkvetenskaplig litteratur.
Maxi Niemeyer Verlag övertogs 2005 av K.G. Saur Verlag som 2006 sålde det vidare till Verlag Walter de Gruyter